# Coelotanypus neotropicus
Coelotanypus neotropicus är en tvåvingeart som först beskrevs av Jean-Jacques Kieffer 1917.  Coelotanypus neotropicus ingår i släktet Coelotanypus och familjen fjädermyggor. Inga underarter finns listade i Catalogue of Life.